# Go for the Show
Go for the Show är The Facers debutalbum, utgivet 1999.

## Låtlista
Alla låtar är skrivna av The Facer.
1. "King of Expectation"
2. "Ramalama (Me on Your Side)"
3. "Stay with This Song"
4. "Go for the Show"
5. "Satisfied"
6. "Motivation"
7. "Love Redemption"
8. "The Stripper"
9. "Good Vibrations"
10. "Always Been"
11. "Something for My Love"
12. "Burning Child"
13. "If You're Straight (Who Cares?)"

## Listplaceringar
| Lista (1999) | Topplacering |
| ------------ | ------------ |
| Sverige      | 36           |